# Groupe Lehto
Lehto Oyj est un groupe finlandais de construction immobilière qui a son siège à Kempele en Finlande.
Elle est cotée à la Bourse d'Helsinki.

## Présentation
Lehto Group a son siège social à Kempele. 
La société possède des installations de production préfabriquée et modulaire à Oulu, Oulainen, Ii, Hartola, Luohua et Humppila  . 
À l'automne 2017, Lehto a lancé ses activés en Suède.
Lehto a développé une méthode de construction économique en améliorant la productivité de la construction. 
Selon Lehto la construction économique est une combinaison de trois éléments:
- Conception de bâtiments avec le souci des coûts, 80 % des coûts de construction sont déterminés au stade de la conception
- Concepts et méthodes de construction standardisés, des solutions standardisées accélèrent le processus de construction et améliorent la qualité résultante
- Modules et éléments fabriqués en usines sèches par Lehto.

## Exemples d'ouvrages
En juin 2018, Lehto a commencé la construction de l'Ideapark (fi) à Seinäjoki. 
Le montant du contrat est d'environ 65 millions d'euros
Lehto construira un immeuble de bureaux de 10 000 m2 à Aviapolis, Vantaa.

## Actionnaires
Au 29 février 2020, les 10 plus grands actionnaires de Siili Solutions sont:
| Actionnaire                          | Actions    | %     |
| ------------------------------------ | ---------- | ----- |
| 1. Lehto Invest Oy                   | 21 778 221 | 37,35 |
| 2. Kinnunen Mikko Yrjö Petteri       | 1 446 454  | 2,48  |
| 3. Danske Invest Finnish Equity Fund | 915 718    | 1,57  |
| 4. Saartoala Ari Tapio               | 865 329    | 1,48  |
| 5. Ilmarinen oy                      | 800 000    | 1,37  |
| 6. eQ                                | 761 336    | 1,31  |
| 7. Heikkilä Jaakko Matias            | 640 000    | 1,10  |
| 8. Elo                               | 474 206    | 0,81  |
| 9. OP-Henkivakuutus Oy               | 461 381    | 0,79  |
| 10. Veikkolainen Paavo Erkki Olavi   | 329 615    | 0,57  |